# Escapismo (sociología)

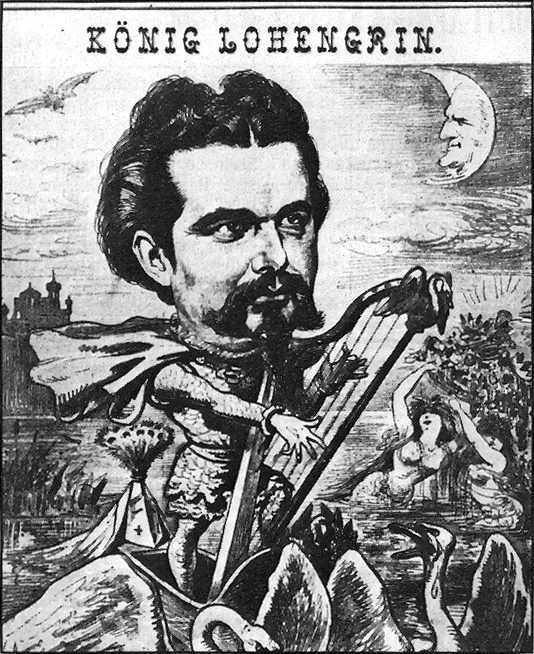
El rey Luis II de Baviera era famoso por su escapismo, que implicaba su admiración por la obra de Richard Wagner. En esta caricatura, se le representa en el papel del rey Lohengrin, protagonista de la ópera homónima de Wagner.

El escapismo es la distracción mental de aspectos desagradables o aburridos de la vida diaria, generalmente a través de actividades que involucran la imaginación o el entretenimiento. El escapismo también se puede utilizar para distraerse de sentimientos persistentes de depresión o tristeza general. Según la RAE, el escapismo se define como «Actitud de quien se evade o huye mentalmente de la realidad».

## Concepto
En ocasiones, el arte en general, y la poesía en particular, ha sido un medio tradicional para escapar de la realidad. En los últimos siglos, han surgido industrias enteras para fomentar la tendencia de las personas a alejarse de las rutinas de la vida cotidiana, a través de la televisión, el cine, Internet, los videojuegos o incluso la pornografía.
Muchas actividades que son parte normal de una existencia sana (por ejemplo: comer, dormir, hacer ejercicio o mantener relaciones sexuales) pueden también convertirse en vías de escape cuando se llevan al extremo o fuera del contexto adecuado. Por este motivo, la palabra "escapismo" suele tener una connotación negativa en psicología, ya que se considera que las personas que tienden a evadirse son infelices, incapaces de conectarse con el mundo y de tomar las responsabilidades necesarias, o que no están dispuestos a hacerlo.

## En filosofía
Algunos autores atribuyen el escapismo a una incapacidad personal o negativa a integrarse en la vida social, mientras que otros como Guy Debord lo achacan a la alienación, en particular a través de los medios de comunicación que permitirían a determinados grupos de la sociedad olvidar las preocupaciones sociales que les rodean. Asimismo, Marx considera la religión como el opio del pueblo.
El filósofo social Ernst Bloch escribió que las utopías y las imágenes de realización, por regresivas que pudieran ser, podrían suponer un impulso para un cambio social radical. Según Bloch, la justicia social no se puede realizar sin ver las cosas de manera totalmente diferente. Algo que es mera "ensoñación" o "escapismo" desde el punto de vista de una sociedad racional-tecnológica podría ser una semilla para un orden social nuevo y más humano, ya que puede verse como un "sustituto inmaduro pero honesto de la revolución".[cita requerida]